# Dignitas
Dignitas – szwajcarska organizacja, której celem jest pomoc w samobójstwie ludziom, którzy są nieuleczalnie chorzy. Do wspomaganego samobójstwa dochodzi poprzez wypicie roztworu pentobarbitalu sodu (pochodnej kwasu barbiturowego).
Szwajcarskie prawo pozwala na wspomagane samobójstwo, kiedy pacjent jest nieuleczalnie chory.
Organizacja została założona 18 maja 1998 roku przez adwokata Ludwiga Minelli. Jej siedziba początkowo znajdowała się w miejscowości Forch (kanton Zurych). W listopadzie 2007 roku została przeniesiona do Schwerzenbach, gdzie organizacja zaadaptowała budynek, w którym wcześniej istniała fabryka kabli. Pod koniec 2008 roku Minelli kupił dom w gminie Wetzikon na przedmieściach Zurychu, gdzie od grudnia 2008 roku mieści się nowa centrala organizacji. 

## Procedura
W samobójstwie wspomaganym uczestniczy trzech świadków, z których przynajmniej jeden musi być osobą nieodnoszącą korzyści spadkowych. Często jest to pielęgniarka Gabriele Frick bądź Erika Luley. Wcześniej lekarz musi zdiagnozować terminalną chorobę, a chory, który chce popełnić samobójstwo, musi podpisać oświadczenie, że dzieje się to za jego zgodą. Formalności trwają krótko. 

## Skala działalności
Jak powiedział Ludwig Minelli w wywiadzie udzielonym w marcu 2008 roku, organizacja pomogła popełnić samobójstwo 840 osobom, z których 60% stanowili obywatele Niemiec. W 2011 roku działacze organizacji potwierdzili pomoc w samobójstwie 144 osób. Większość ludzi przyjeżdżających do Dignitas nie planuje swojej śmierci, lecz traktuje to jako ubezpieczenie w przypadku, gdy ich choroba stanie się dla nich trudna do zniesienia.

## Koszty i rachunkowość
Według prezesa organizacji, Dignitas pobiera od swoich klientów 4000 euro za przygotowania i asystę w samobójstwie oraz 7000 euro w przypadku poniesienia kosztów medycznych oraz przejęcia wszystkich powinności związanych z organizacją pogrzebu, włączając w to publiczne opłaty stanowione prawem. Mimo że Dignitas jest organizacją typu non-profit, notorycznie odmawia upublicznienia swoich danych finansowych.

## Turystyka samobójcza
Z uwagi na to, że większość państw świata ma dużo surowsze przepisy prawne, do szwajcarskich apartamentów prowadzonych przez Dignitas przyjeżdżają ludzie z innych krajów. 
Przykładem jest pochodzący z Wielkiej Brytanii 80-letni milioner Peter Duff i jego o dziesięć lat młodsza żona Penelopa, którzy 27 lutego 2009 roku zakończyli życie w klinice prowadzonej przez organizację. Wyjechali do Szwajcarii, ponieważ w Wielkiej Brytanii eutanazja jest zakazana. 
W październiku 2008 roku opinię publiczną poruszyła sprawa 23-letniego zawodnika rugby. Daniel James zdecydował się umrzeć, bo został sparaliżowany wskutek urazu kręgosłupa. Ulegając jego prośbom, rodzice zawieźli syna do Szwajcarii, gdzie zażył śmiertelną mieszankę barbituranów. 
W lipcu 2009 roku wspólnej eutanazji w szwajcarskiej klinice poddali się 85-letni Sir Edward Thomas Downes oraz jego żona Joan. Downes był jednym z najbardziej znanych brytyjskich dyrygentów. Dyrygował m.in. orkiestrą opery Covent Garden oraz Operą Australijską w Sydney. Przez 40 lat kierował też orkiestrą symfoniczną BBC. Królowa Elżbieta II uhonorowała go tytułem szlacheckim. Okolicznościami śmierci małżonków zajęła się brytyjska policja.

## Kontrowersje
W 2005 roku do Dignitas zgłosiła się 69-letnia Niemka, która okazała kartę zdrowia z rozpoznaniem marskości wątroby. Dokonano eutanazji. Po przeprowadzeniu sekcji zwłok okazało się, że kobieta była fizycznie zupełnie zdrowa. Cierpiała jedynie na depresję. Jej karta zdrowia, w której zapisano diagnozę o marskości wątroby, została sfałszowana. Lekarz, który pomagał w eutanazji, gdy dowiedział się o zdarzeniu, popełnił samobójstwo.
W 2007 roku działanie organizacji wywołało falę oburzenia, gdy zaczęła przeprowadzać wspomagane samobójstwa w hotelach i na parkingach. Pacjenci, głównie Niemcy, wypijali śmiertelne dawki pentobarbitalu w samochodach. 
W listopadzie 2007 roku główna siedziba została przeniesiona do byłej fabryki kabli w strefie przemysłowej gminy Schwerzenbach, tuż obok największego domu publicznego w Szwajcarii, co wzbudziło mocny sprzeciw zarówno gminy, jak i miejscowej ludności. 
W 2008 roku okazało się, że organizacja pozbywa się ciał klientów, wrzucając ich prochy wraz z urnami do jeziora, choć większość z nich słono zapłaciła za godną śmierć i pogrzeb. 
10 grudnia 2008 roku wieczorem brytyjska telewizja Sky Real Lives TV wyemitowała film dokumentalny „Prawo do śmierci”, pokazujący, jak w szwajcarskiej klinice umiera nieuleczalnie chory Brytyjczyk Craig Ewert, który dwa lata wcześniej pojechał do Szwajcarii, aby popełnić tam samobójstwo. Film wzbudził liczne kontrowersje. Jednym z najbardziej kontrowersyjnych elementów działalności szwajcarskiej organizacji jest pomoc w samobójstwie osób znajdujących się w depresji oraz psychicznie chorych. Minelli uważa, że nawet chorzy psychicznie mają prawo do samobójstwa.